# Provincia Sétif
Provincia Sétif (în arabă سطيف) este o unitate administrativă de gradul I (wilaya) a Algeriei. Reședința sa este orașul Sétif.